# Хихирику - 5 години
„Хихирику 5 години” је југословенски и македонски ТВ филм из 1984. године. Режирао га је Миле Грозданоски а сценарио је написао Миле Поповски.

## Улоге
| Глумац                   | Улога |
| ------------------------ | ----- |
| Владимир Дади Ангеловски |       |
| Анче Џамбазова           |       |
| Катерина Крстева         |       |
| Ђокица Лукаревски        |       |
| Благоја Чоревски         |       |
| Борис Мајсторов          |       |
| Димче Мешковски          |       |
| Гоце Тодоровски          |       |
| Ванчо Петрушевски        |       |
| Цветанка Трпкова         |       |
| Емин Унџел               |       |